# Saison 1976-1977 du Stade rennais FC
Maillots
Chronologie
Saison précédente Saison suivante
La saison 1976-1977 du Stade rennais football club débute le 6 août 1976 avec la première journée du Championnat de France de Division 1, pour se terminer le 8 juin 1977 avec une redescente immédiate en Division 2.
Le Stade rennais FC est également engagé en Coupe de France.

## Résumé de la saison
De retour en D1 après une saison d'absence, le Stade rennais commence sa saison sous les ordres d'un nouvel entraîneur. Claude Dubaële endosse cette responsabilité, prenant la suite d'un Antoine Cuissard qui se mue en recruteur. Dubaële, resté deux ans à s'occuper des jeunes du club depuis 1974, trouve devant lui un effectif amoindri dès le début de saison. Pourtant, il a été fait appel à quelques habitués du haut-niveau : Claude Arribas, Léon Maier, Didier Notheaux et Alain Richard, qui comptent chacun plusieurs saisons en D1, font ainsi leur apparition sous le maillot rouge et noir. Malheureusement, Houssaine Anafal a le mal du pays et surtout Laurent Pokou est toujours aux abonnés absents. L'attaquant ivoirien se ressent toujours de sa blessure au genou contractée en novembre 1975, et se fait opérer par deux fois d'un ligament interne. Il ne possède alors qu'une chance sur deux de pouvoir rejouer au football.
Pokou toujours blessé, Wilim moins performant que la saison précédente, l'attaque rennaise tourne au ralenti. On fait alors appel à Gérard Tonnel, presque attendu comme le sauveur, mais dont la saison se révélera plutôt décevante. Autre recrue qui ne donnera pas satisfaction, le Yougoslave Stjepan Matić. Arrivé en novembre à la suite de la résiliation du contrat d'Anafal, Matić ne s'imposera jamais, incapable de s'adapter. Il est vrai qu'à son arrivée, ce milieu offensif pensait rejoindre... le Stade de Reims.
Auteur d'un début de championnat plus que médiocre, le SRFC s'installe dans la zone de relégation dès la deuxième journée, et ne la quittera pas jusqu'à la fin de saison. Fait curieux dans tout ce marasme, les Rennais auront obtenu une de leurs six victoires de la saison face au FC Nantes, voisin et futur champion de France, lors de la troisième journée. Une éclaircie qui ne masquera pas les vingt-trois défaites concédées ni les difficultés économiques récurrentes rencontrées par le club. Malgré un déficit revu à la baisse en septembre, le club ne peut plus assurer en avril la paie de ses joueurs, une première pour le Stade rennais depuis les débuts professionnels en 1932. La perspective de la relégation, consommée au soir la 32e journée, est évidemment annonciatrice d'une réduction conséquente de la masse salariale.
Vingtième au classement final malgré un léger redressement sportif en toute fin de championnat (grâce notamment au retour de Pokou sur les terrains), le Stade rennais boit le calice jusqu'à la lie en Coupe de France : il est éliminé dès les seizièmes de finale par le voisin lorientais, pensionnaire de la deuxième division.

## Transferts en 1976-1977
| Nom               | Nationalité | Provenance/Destination   |
| Arrivées          |             |                          |
| Claude Arribas    | France      | FC Girondins de Bordeaux |
| Philippe Berlin   | France      | Formé au club            |
| Jean-Yves Kerjean | France      | Arzellis Ploudalmézeau   |
| Léon Maier        | France      | FC Sochaux-Montbéliard   |
| Stjepan Matić     | Yougoslavie | Telstar                  |
| Didier Notheaux   | France      | RC Lens                  |
| Alain Richard     | France      | Troyes AF                |
| Gérard Tonnel     | France      | RC Strasbourg            |
| Départs           |             |                          |
| Houssaine Anafal  | Maroc       | KAC de Kénitra           |
| Michel Cougé      | France      | Stade lavallois          |
| Pierre Dell'Oste  | France      | Montpellier PSC          |
| Gilles Mourgaud   | France      | Stade poitevin           |
| Albert Poli       | France      | FC Rouen                 |
| Michel Simon      | France      | SRFC amateurs            |

## L'effectif de la saison
| Poste¹ | Nat.² | Nom                  | Naissance         | Sélection³ | Championnat | Championnat | Coupe France | Coupe France | Total Saison | Total Saison | Notes                         |
| Poste¹ | Nat.² | Nom                  | Naissance         | Sélection³ | M           | But inscrit | M            | But inscrit  | M            | But inscrit  | Notes                         |
| ------ | ----- | -------------------- | ----------------- | ---------- | ----------- | ----------- | ------------ | ------------ | ------------ | ------------ | ----------------------------- |
| M      | MAR   | Houssaine Anafal     | 15 septembre 1952 | A          | 11          | 0           | 0            | 0            | 11           | 0            | Contrat résilié fin octobre   |
| M      | FRA   | Jean-Luc Arribart    | 9 mars 1955       | -          | 28          | 6           | 3            | 0            | 31           | 6            |                               |
| M      | FRA   | Claude Arribas       | 13 août 1951      | -          | 26          | 2           | 1            | 0            | 27           | 2            |                               |
| D      | FRA   | Philippe Berlin      | 25 mars 1956      | -          | 1           | 0           | 0            | 0            | 1            | 0            |                               |
| A      | FRA   | Alain Bernard        | 25 septembre 1953 | -          | 17          | 2           | 0            | 0            | 17           | 2            |                               |
| G      | FRA   | Daniel Bernard       | 29 septembre 1949 | -          | 19          | 0           | 3            | 0            | 22           | 0            |                               |
| D      | FRA   | Dominique Blin       | 20 février 1952   | -          | 9           | 0           | 3            | 0            | 12           | 0            |                               |
| M      | FRA   | Patrick Delamontagne | 18 juin 1957      | -          | 27          | 2           | 3            | 0            | 30           | 2            |                               |
| M      | FRA   | Hervé Guermeur       | 12 février 1949   | -          | 37          | 5           | 3            | 1            | 40           | 6            |                               |
| G      | FRA   | Pierrick Hiard       | 27 avril 1955     | -          | 19          | 0           | 0            | 0            | 19           | 0            |                               |
| D      | FRA   | Jean-Yves Kerjean    | 25 juin 1958      | -          | 7           | 0           | 0            | 0            | 7            | 0            |                               |
| A      | FRA   | Léon Maier           | 1er avril 1952    | B          | 20          | 4           | 2            | 0            | 22           | 4            |                               |
| D      | FRA   | Bertrand Marchand    | 27 avril 1953     | -          | 34          | 3           | 1            | 0            | 35           | 3            |                               |
| M      | YUG   | Stjepan Matić        | 24 septembre 1952 | -          | 2           | 0           | 0            | 0            | 2            | 0            | Arrive en novembre de Telstar |
| D      | FRA   | Didier Notheaux      | 4 février 1948    | -          | 34          | 0           | 3            | 0            | 37           | 0            |                               |
| D      | FRA   | Daniel Périault      | 16 avril 1946     | -          | 24          | 1           | 2            | 0            | 26           | 1            |                               |
| D      | FRA   | Alain Philippe       | 1er mars 1953     | -          | 8           | 0           | 1            | 0            | 9            | 0            |                               |
| A      | CIV   | Laurent Pokou        | 20 août 1947      | A          | 11          | 6           | 2            | 0            | 13           | 6            |                               |
| D      | FRA   | Jean-Paul Rabier     | 25 janvier 1955   | -          | 15          | 0           | 2            | 0            | 17           | 0            |                               |
| A      | FRA   | Alain Richard        | 15 novembre 1946  | -          | 30          | 3           | 3            | 3            | 33           | 6            |                               |
| D      | FRA   | Alain Rizzo          | 13 octobre 1949   | -          | 33          | 0           | 1            | 0            | 34           | 0            |                               |
| A      | FRA   | Gérard Tonnel        | 22 septembre 1947 | B          | 24          | 5           | 2            | 0            | 26           | 5            |                               |
| A      | POL   | Jerzy Wilim          | 14 août 1941      | A          | 19          | 2           | 0            | 0            | 19           | 2            |                               |

- 1 : G, Gardien de but ; D, Défenseur ; M, Milieu de terrain ; A, Attaquant
- 2 : Nationalité sportive, certains joueurs possédant une double-nationalité
- 3 : sélection la plus élevée obtenue

## Équipe-type
Il s'agit de la formation la plus courante rencontrée en championnat.

## Les rencontres de la saison

### Liste
| Match | Date         | Compétition     | Tour               | Adversaire      | Lieu ¹ | Score    | Class.   | Buteurs pour le Stade rennais    |
| ----- | ------------ | --------------- | ------------------ | --------------- | ------ | -------- | -------- | -------------------------------- |
| 1     | 6 août       | Division 1      | 1                  | Nîmes           | D      | 0-1      | 17       |                                  |
| 2     | 13 août      | Division 1      | 2                  | Reims           | E      | 0–3      | 20       |                                  |
| 3     | 18 août      | Division 1      | 3                  | Lens            | D      | 2-1      | 18       | Guermeur Wilim                   |
| 4     | 27 août      | Division 1      | 4                  | Bordeaux        | E      | 1–2      | 19       | Tonnel                           |
| 5     | 7 septembre  | Division 1      | 5                  | Nice            | D      | 0–0      | 19       |                                  |
| 6     | 10 septembre | Division 1      | 6                  | Valenciennes FC | E      | 0-2      | 19       |                                  |
| 7     | 18 septembre | Division 1      | 7                  | Nantes          | D      | 2-1      | 19       | Guermeur Tonnel                  |
| 8     | 24 septembre | Division 1      | 8                  | Saint-Étienne   | E      | 0–4      | 20       |                                  |
| 9     | 2 octobre    | Division 1      | 9                  | Laval           | D      | 1–3      | 20       | Wilim                            |
| 10    | 15 octobre   | Division 1      | 10                 | Metz            | E      | 0–1      | 20       |                                  |
| 11    | 23 octobre   | Division 1      | 11                 | Marseille       | D      | 2–1      | 20       | Tonnel Maier                     |
| 12    | 29 octobre   | Division 1      | 12                 | Troyes          | E      | 1-2      | 20       | Arribas                          |
| 13    | 6 novembre   | Division 1      | 13                 | Sochaux         | D      | 2-2      | 19       | Arribart Maier                   |
| 14    | 10 novembre  | Division 1      | 14                 | Bastia          | E      | 1–3      | 19       | Maier                            |
| 15    | 20 novembre  | Division 1      | 15                 | Lille           | D      | 3-1      | 19       | Arribart Richard Gardon (csc)    |
| 16    | 27 novembre  | Division 1      | 16                 | Nancy           | D      | 0-3      | 19       |                                  |
| 17    | 4 décembre   | Division 1      | 17                 | Angers          | E      | 0-1      | 19       |                                  |
| 18    | 11 décembre  | Division 1      | 18                 | Lyon            | D      | 2–2      | 19       | Tonnel De Rocco (csc)            |
| 19    | 19 décembre  | Division 1      | 19                 | Paris SG        | E      | 1–3      | 19       | Tonnel                           |
| 20    | 8 janvier    | Division 1      | 20                 | Reims           | D      | 2–2      | 19       | Arribas Delamontagne             |
| 21    | 15 janvier   | Division 1      | 21                 | Lens            | E      | 1-3      | 19       | Guermeur                         |
| 22    | 22 janvier   | Division 1      | 22                 | Bordeaux        | D      | 0–2      | 20       |                                  |
| 23    | 30 janvier   | Division 1      | 23                 | Nice            | E      | 0–4      | 20       |                                  |
| 24    | 6 février    | Division 1      | 24                 | Valenciennes FC | D      | 0-2      | 20       |                                  |
| 25    | 13 février   | Coupe de France | 1/32 finale        | Limoges         | N      | 3-2 a.p. | 3-2 a.p. | Guermeur Richard                 |
| 26    | 18 février   | Division 1      | 25                 | Nantes          | E      | 1–3      | 20       | Richard                          |
| 27    | 24 février   | Division 1      | 26                 | Saint-Étienne   | D      | 0-1      | 20       |                                  |
| 28    | 5 mars       | Division 1      | 27                 | Laval           | E      | 0–0      | 20       |                                  |
| 29    | 12 mars      | Coupe de France | 1/16 finale aller  | Lorient         | E      | 0-2      | 0-2      |                                  |
| 30    | 19 mars      | Coupe de France | 1/16 finale retour | Lorient         | D      | 1-0      | 1-0      | Richard                          |
| 31    | 23 mars      | Division 1      | 28                 | Metz            | D      | 2-3      | 20       | Arribart Richard                 |
| 32    | 2 avril      | Division 1      | 29                 | Marseille       | E      | 2–3      | 20       | Pokou Delamontagne               |
| 33    | 16 avril     | Division 1      | 30                 | Troyes          | D      | 2-2      | 20       | Pokou                            |
| 34    | 28 avril     | Division 1      | 31                 | Sochaux         | E      | 1–2      | 20       | Maier                            |
| 35    | 3 mai        | Division 1      | 32                 | Bastia          | D      | 1–1      | 20       | Pokou                            |
| 36    | 7 mai        | Division 1      | 33                 | Lille           | E      | 2–2      | 20       | Arribart Pokou                   |
| 37    | 21 mai       | Division 1      | 34                 | Nancy           | E      | 2–3      | 20       | Marchand Périault                |
| 38    | 27 mai       | Division 1      | 35                 | Angers          | D      | 4–2      | 20       | Marchand Arribart Guermeur Pokou |
| 39    | 1er juin     | Division 1      | 36                 | Lyon            | E      | 2–1      | 20       | Marchand Arribart                |
| 40    | 4 juin       | Division 1      | 37                 | Paris SG        | D      | 1–1      | 20       | Guermeur                         |
| 41    | 8 juin       | Division 1      | 38                 | Nîmes           | E      | 2–6      | 20       | A. Bernard                       |

- 1 N : terrain neutre ; D : à domicile ; E : à l'extérieur ; drapeau : pays du lieu du match international

## Bilan des compétitions
| Compétition     | Vainqueur final  | Débute au tour | Place ou tour final | Première rencontre | Dernière rencontre | Nombre |
| --------------- | ---------------- | -------------- | ------------------- | ------------------ | ------------------ | ------ |
| Division 1      | FC Nantes        | 1re journée    | 20e                 | 6 août 1976        | 8 juin 1977        | 38     |
| Coupe de France | AS Saint-Étienne | 1/32 de finale | 1/16 de finale      | 13 février 1977    | 19 mars 1977       | 3      |

### Division 1

#### Classement
| Rang | Équipe       | Pts | J  | G | N  | P  | Bp | Bc | Diff |
| ---- | ------------ | --- | -- | - | -- | -- | -- | -- | ---- |
| 17   | Valenciennes | 31  | 38 | 9 | 13 | 16 | 41 | 56 | -15  |
| 18   | Angers       | 27  | 38 | 8 | 11 | 19 | 44 | 65 | -21  |
| 19   | Lille        | 21  | 38 | 7 | 7  | 24 | 40 | 67 | -27  |
| 20   | Rennes       | 21  | 38 | 6 | 9  | 23 | 43 | 79 | -36  |

- 18, 19 et 20 : Relégation en Division 2

#### Résultats
| Total  | Total  | Total | Total | Total | Total | Total | Total | Domicile | Domicile | Domicile | Domicile | Domicile | Domicile | Extérieur | Extérieur | Extérieur | Extérieur | Extérieur | Extérieur |
| Matchs | Points | V     | N     | D     | BP    | BC    | Diff. | V        | N        | D        | BP       | BC       | Diff.    | V         | N         | D         | BP        | BC        | Diff.     |
| ------ | ------ | ----- | ----- | ----- | ----- | ----- | ----- | -------- | -------- | -------- | -------- | -------- | -------- | --------- | --------- | --------- | --------- | --------- | --------- |
| 38     | 21     | 6     | 9     | 23    | 43    | 79    | -36   | 5        | 7        | 7        | 26       | 31       | -5       | 1         | 2         | 16        | 17        | 48        | -31       |

#### Résultats par journée
| Journée   | 01 | 02 | 03 | 04 | 05 | 06 | 07 | 08 | 09 | 10 | 11 | 12 | 13 | 14 | 15 | 16 | 17 | 18 | 19 | 20 | 21 | 22 | 23 | 24 | 25 | 26 | 27 | 28 | 29 | 30 | 31 | 32 | 33 | 34 | 35 | 36 | 37 | 38 |
| --------- | -- | -- | -- | -- | -- | -- | -- | -- | -- | -- | -- | -- | -- | -- | -- | -- | -- | -- | -- | -- | -- | -- | -- | -- | -- | -- | -- | -- | -- | -- | -- | -- | -- | -- | -- | -- | -- | -- |
| Terrain   | D  | E  | D  | E  | D  | E  | D  | E  | D  | E  | D  | E  | D  | E  | D  | D  | E  | D  | E  | D  | E  | D  | E  | D  | E  | D  | E  | D  | E  | D  | E  | D  | E  | E  | D  | E  | D  | E  |
| Résultats | D  | D  | V  | D  | N  | D  | V  | D  | D  | D  | V  | D  | N  | D  | V  | D  | D  | N  | D  | N  | D  | D  | D  | D  | D  | D  | N  | D  | D  | N  | D  | N  | N  | D  | V  | V  | N  | D  |
| Points    | 0  | 0  | 2  | 2  | 3  | 3  | 5  | 5  | 5  | 5  | 7  | 7  | 8  | 8  | 10 | 10 | 10 | 11 | 11 | 12 | 12 | 12 | 12 | 12 | 12 | 12 | 13 | 13 | 13 | 14 | 14 | 15 | 16 | 16 | 18 | 20 | 21 | 21 |
| Place     | 17 | 20 | 18 | 19 | 19 | 19 | 19 | 20 | 20 | 20 | 20 | 20 | 19 | 19 | 19 | 19 | 19 | 19 | 19 | 19 | 19 | 20 | 20 | 20 | 20 | 20 | 20 | 20 | 20 | 20 | 20 | 20 | 20 | 20 | 20 | 20 | 20 | 20 |

Source : Liste des rencontres

Terrain : D = Domicile ; E = Extérieur. Résultat: D = Défaite ; N = Nul ; V = Victoire.